# Hertford Heath
Hertford Heath é um pequeno vilarejo perto de Hertford, a "capital" do condado de Hertfordshire, Inglaterra.
Em 1998, foi eleito pelo jornal The Sun como o vilarejo mais excêntrico de todo o Reino Unido. Em 2002, a rede de televisão Channel 4 fez um documentário em Hertford Heath, chamado Sex in the Rural England.